# Hilti
Hilti Corporation, Hilti Aktiengesellschaft або Hilti AG, також відома як Hilti Group, є світовим лідером у виробництві устаткування й витратних матеріалів для будівництва. Основна діяльність спрямована на професійних користувачів. Компанія широко відома своїми перфораторами та системами кріплення.
Штаб-квартира Гілті розташована у найбільшому муніципалітеті князівства Ліхтенштейн — місті Шан (Schaan).

## Історія
Компанія була заснована в 1941 році власником Мартіном Гілті (1915—1997) і Ойгеном Гілті (1911—1964) як механічна майстерня під ім'ям «Hilti Maschinenbau oHG» зі штатом 5 осіб у місті Шан. Спочатку компанія виробляла деталі, що обертаються, для інших компаній.
Подальша історія розвитку виглядає так:
- 1948 — Початок розвитку систем кріплення на основі порохової техніки
- 1952 — Перше іноземне представництво в Італії
- 1954 — Розвивається міжнародна мережа з незалежних торговельних організацій і регіональних представників у багатьох країнах; будівництво виробничого підприємства в Шані
- 1964 — Розширення торговельної програми. Виробництво перфораторів і анкерів. Створення технічного центра Hilti в Шані
- 1970 — Перший закордонний виробничий завод у м. Тюринген/Форальберг (Австрія)
- 1971 — Придбання виробничого заводу в м. Кауферинг (Німеччина) і заводу в м. Міннеаполіс (США) (в 1979 р. переведений до м. Тулса (США))
- 1982 — Виробництво алмазних ріжучих і бурильних машин
- 1983 — Впровадження нової техніки ін'єкціонування (Hilti HI) анкерного кріплення
- 1985 — Створення трьох напрямків виробництва: Перфоратори та відбійні молотки — BoMo, техніка порохового монтажу — DX і технологія анкерних кріплень — Anchors
- 1986 — Вихід на ринок будівельної хімії; реорганізація на акціонерне товариство, випуск в офіційний обіг дольових акцій
- 1994 — Створення «Hilti Asia Ltd.» у Гонконгу й переїзд керівництва ринкової організації «Азія» із Шана у Гонконг з метою розширення бізнесу у східній Азії
- 1995 — Відкриття нового виробничого заводу в Шеньяне, Китай, для виробництва інструмента, бурів та анкерних кріплень. Зареєстровано компанію «Гілті (Україна) Лтд.»
- 1997 — Вивід на ринок лазерної техніки нового покоління
- 1998 — Початок виробництва деревообробного устаткування; початок офіційної роботи «Гілті (Україна) Лтд.» як незалежної структури.

## Філософія Hilti
Активна робота співробітників компанії веде до постійного росту кількості відданих партнерів, разом з якими Hilti будує краще майбутнє, ґрунтуючись на власних цінностях: цілісність, сміливість, командна робота й дотримання узятих зобов'язань. Компанія пропонує інновації, що приносять прибуток, для будівельників-професіоналів в 120 країнах світу.

## Дослідження й розвиток
Hilti Group, до складу якої входять близько 120 дочірніх підприємств в усьому світі, щорічно інвестує понад CHF 120 мільйонів у дослідження й розвиток більш безпечних і ефективних будівельних рішень. Однією з останніх розробок є технологія захисту від крадіжки (Theft Protection System), що, базуючись на технології безконтактної ідентифікації, запобігає несанкціонованому використанню інструмента. Ще одна розробка — ATC (Active Torque Control). ATC стежить за поводженням інструмента. У випадку, якщо користувач випустив інструмент із рук, інструмент автоматично відключається, що перешкоджає травмам. У 2005 році компанія Hilti одержала найвищу нагороду за установку алмазного буріння DD-EC 1, що базується на технології Top Spin.
Hilti пропонує будівельні рішення в наступних товарних групах:
- лазерна вимірювальна техніка — Measuring Systems;
- бурильна техніка — Drilling Systems;
- алмазна техніка — Diamond Drilling;
- устаткування для різання й шліфування — Cutting and Sanding Systems;
- дрилі й шурупокрути — Screw Fastening Systems;
- техніка прямого монтажу — Direct Fastening;
- анкерна техніка — Anchors System;
- монтажні системи — Installation Systems;
- протипожежна хімія — Firestop Systems;
- будівельна хімія — Construction Chemicals.

## Довічний сервіс
Починаючи з 2006 року компанія Hilti впровадила унікальні сервісні умови для всього асортименту інструментів — «Сервіс на все життя», що містить у собі:
- «Жодних витрат до 2-х років». У період до двох років після придбання обладнання Hilti власник не несе ніяких витрат на ремонт або обслуговування інструмента. Ці умови включають у наступне: доставку обладнання в сервісний центр і на будівництво; вартість ремонтних робіт; вартість запчастин, включаючи ті, які вийшли з ладу внаслідок природного зносу або перевантаження; технічне обслуговування й діагностику обладнання; функціональне тестування й перевірку безпеки роботи обладнання після кожного ремонту;
- довічну гарантію виробника. Обладнання Hilti, що вийшло з ладу внаслідок дефекту комлектуючих або якості виготовлення ремонтується безкоштовно. Ці умови діють впродовж усього строку використання обладнання.
- довічне обмеження вартості ремонту. Після закінчення 2-х років експлуатації обладнання (після закінчення умов «Жодних витрат до 2-х років») власник обладнання платить за ремонт від 25 % до 40 % від поточної прайсової вартості обладнання.

## Сьогодення
Сьогодні[коли?] Hilti — найбільший роботодавець Ліхтенштейну: у штаб-квартирі компанії зайнято 1900 професійних співробітників. В усьому світі — 19 000 осіб. З початку 2007 року Піюс Баскера стає Головою Ради директорів, замінивши Міхаеля Гілті.
Продаж інструмента й витратних матеріалів на сьогодні здійснюється за допомогою:
- прямих продажів;
- магазинів (так званих Гілті центрів);
- міні Гілті-центрів, які в Україні розташовані в мережі будівельних гіпермаркетів Епіцентр;
- онлайн магазинів.

Виробничі підприємства розташовані в Австрії, Німеччині, Ліхтенштейні, Швейцарії, Японії, Іспанії, Бельгії, Угорщині, Китаї, Малайзії, Тайвані, ПАР.

## Міжнародні проекти за участю Hilti
- Петронас Twin Towers — вежі-близнюки, Куала-Лумпур (Малайзія). Висота — 452 м.
- Jumeirah Beach Club Resort & Spa, Дубай, ОАЕ. Висота — 321 м.
- Ересуннський міст, що з'єднує Данію й Швецію. Довжина — 18 000 м.
- Пізанська вежа, Піза, Італія. Висота — 57 м.

## Hilti Foundation
У 1996 році був заснований Hilti Foundation. Фонд, заснований Hilti Group, фінансує проєкти та дослідницькі інститути в області культури, науки, соціології й освіти. При цьому, концентрується лише на тих проєктах, які можуть вплинути на подальший розвиток Hilti.
У рамках своєї діяльності з 1996 року Фонд підтримує експедиції підводного археолога Франка Годдіо. У Єгипті Франк Годдіо зі своєю командою виявили залишки легендарного древнього порту Александрії, загубленого міста Геракліона й Каноба.